# Jean-Baptiste Rudolf
Jean-Baptiste Rudolf (* 18. Juni 1824 in Battenheim; † 23. November 1893 ebenda) war ein elsässischer Landwirt, Bürgermeister und Mitglied des Landesausschusses von Elsaß-Lothringen.

## Leben
Jean-Baptiste Rudolf war der Sohn von Joseph Rudolf und dessen Frau Françoise, geborene Brendlen. Er heiratete am 18. August 1846 in Battenheim Marie-Anne, geborene Stackler. Aus der Ehe gingen 3 Kinder hervor, darunter Joseph Rudolf, der ebenfalls Landesausschussmitglied wurde.
Jean-Baptiste Rudolf war Landwirt und Bürgermeister von Battenheim. Er war von 1873 bis 1891 Mitglied des Bezirkstages des Oberelsasses und von 1874 bis 1891 durch den Bezirkstag gewähltes Mitglied des Landesausschusses von Elsaß-Lothringen. Er vertrat autonomistische Positionen.